# 納米比亞國家奧林匹克委員會
納米比亞國家奧林匹克委員會（Namibian National Olympic Committee）是納米比亞的國家奧林匹克委員會。該組織成立於1990年，是國際奧委會和非洲國家奧林匹克委員會聯合會的成員。1992年，首次派員參加在西班牙巴塞隆納舉辦的夏季奧運會。
現時，納米比亞國家奧林匹克委員會的總部設在首都溫得和克，主席是Ms Agnes Tjongarero。

## 資料來源
1. ↑  .   [2014-04-26]. （原始内容存档于2009-02-20）.